# Great Shelford
Great Shelford is een civil parish in het Engelse graafschap Cambridgeshire. Het dorp ligt in het district South Cambridgeshire en telt 4233 inwoners.

## Geboren in Great Shelford
- Nigel Davenport (1928-2013), acteur

## Bekende (ex-)inwoners
- Philippa Pearce, Engels auteur
- Peter Hall (1930), Engels regisseur
- Tom Sharpe (1928-2013), Engels auteur

## Partnersteden
- Verneuil-en-Halatte ( Frankrijk)